# Endophyllum macowanianum
Endophyllum macowanianum är en svampart som först beskrevs av Thüm., och fick sitt nu gällande namn av A.R. Wood 2004. Endophyllum macowanianum ingår i släktet Endophyllum och familjen Pucciniaceae.   Inga underarter finns listade i Catalogue of Life.